# Milan Jankovič
Milan Jankovič (1. září 1929 Sečovce – 5. ledna 2019 Praha) byl český literární vědec. Navazoval na tradice českého strukturalismu, věnoval se teoretickým otázkám literatury, otázkám interpretace a české literatuře 20. století (Jaroslav Hašek, Bohumil Hrabal).

## Život
Jeho otec byl berním úředníkem. Léta 1939 se rodina přestěhovala ze Slovenska do Čech. Maturoval roku 1948 na gymnáziu v Liberci; poté vystudoval estetiku a literární vědu na Filozofické fakultě Univerzity Karlovy v Praze, absolvoval v roce 1952. Doktorát si udělal rok poté prací o Josefu Václavu Sládkovi, jemuž se věnoval i později. Titul kandidát věd získal v roce 1959, tentokrát díky práci i Haškově Švejkovi. Vědecky působil nejprve na Katedře české literatury, literární vědy a estetiky Filozofické fakulty UK, kde ho vedl Jan Mukařovský, posléze Karel Krejčí. V roce 1956 začal pracovat v Ústavu pro českou literaturu Československé akademie věd. Roku 1971 byl z ústavu vyhozen jako „osmašedesátník“; následně působil v Památníku národního písemnictví, kde uspořádal pozůstalost Josefa Václava Sládka či Jaroslava Haška, ale za rok byl vyhozen i odtud. Poté se živil v dělnických profesích, byl nočním hlídačem či skladníkem. V roce 1980 jej přijali do podnikového archivu Pragoprojektu. Krátce po revoluci roku 1989 se mohl vrátit do Ústavu pro českou literaturu. V 1993 sice odešel do důchodu, ale pracoval v ústavu i poté, až do roku 2006.

## Knižní práce
- Cesty za smyslem literárního díla (výběr ze starších prací). Praha, Karolinum 2005.[4]
- Kapitoly z poetiky Bohumila Hrabala. Praha, Torst 1996.[5]
- Dílo jako dění smyslu Praha, Pražská imaginace 1992.[6]
- Nesamozřejmost smyslu. Praha, Čs. spisovatel 1991.[7]
- Josef Václav Sládek. Praha, Svobodné slovo 1963.[8]
- Česká literatura a náboženství. Havlíček – Machar – Hašek. Praha, Čs. společ. PVZ 1961.[9]
- Umělecká pravdivost Haškova Švejka. Praha, ČSAV 1960.[10]